# Mulcent
Mulcent település Franciaországban, Yvelines megyében. Lakosainak száma 117 fő (2022. január 1.). Mulcent Civry-la-Forêt, Courgent, Montchauvet, Orvilliers, Prunay-le-Temple és Septeuil községekkel határos.

## Népesség
A település népességének változása:
| Lakosok száma | 99   | 108  | 110  | 110  | 111  | 109  | 108  | 106  | 117  |
|               | 2013 | 2015 | 2016 | 2017 | 2018 | 2019 | 2020 | 2021 | 2022 |